# Denis Cheissoux
Denis Cheissoux est un journaliste et présentateur de radio français né à Bourg-la-Reine, spécialisé dans les questions d'environnement. 

## Carrière
Sur France Inter, il présente depuis 1988 CO2 mon amour ainsi que, depuis plus de trente ans, l'émission littéraire pour enfants L'as-tu lu mon p'tit loup ? (coanimée de 1987 à 2008 par Patrice Wolf).
Il a également participé à L'Oreille en coin. Passionné de randonnée cycliste, il co-présente quelques années avec Bertrand Lefebvre l'émission de télévision d'Agnès Vincent Autour du Tour, en marge du Tour de France[réf. nécessaire]. 
Par un arrêté du 10 janvier 2006, il est nommé, pour une durée de quatre ans, président de la commission spécialisée de terminologie et de néologie en matière d'environnement. 
Sur proposition du Ministère de l'écologie, du développement durable et de l'énergie, il est fait chevalier de la Légion d'honneur au 1er janvier 2015. 
Il est l'un des quatre journalistes récompensés, chacun dans une catégorie, par le prix Reporters d'espoirs 2019, choix communiqué le 29 mai ; il est le lauréat du prix radio « La Voix des solutions », le jury ayant « choisi cette année de distinguer en plus de la qualité de son travail, l’engagement dans la durée d’un journaliste, qui donne de la voix depuis de nombreuses années à des initiatives, dans ses émissions et chroniques ».